# Oficina Integrada de les Nacions Unides a Burundi
L'Oficina Integrada de les Nacions Unides a Burundi (BINUB) va ser creada pel Consell de Seguretat de les Nacions Unides per donar suport al govern de Burundi en els seus esforços cap a la pau i l'estabilitat a llarg termini i per reemplaçar el treball de l'Operació de les Nacions Unides a Burundi (ONUB). El seu mandat estava previst que comencés l'1 de gener de 2007 durant un primer període de 12 mesos, i la seva creació i missió va ser fruit de les recomanacions d'un informe del Secretari General.
L'anterior missió de l'ONU a Burundi, l'ONUB, es va crear per facilitar la implementació dels acords de pau signats entre el govern anterior i el grup rebel del CNDD-FDD. El líder del CNDD-FDD, Pierre Nkurunziza, va guanyar les eleccions de Burundi en 2005, i el seu partit controla de manera efectiva el govern de Burundi.
Els motius per establir una segona missió a Burundi, seguint directament les missions de l'ONUB, van ser l'acord d'alto el foc aconseguit entre el nou govern del CNDD-FDD i l'últim grup rebel Palipehutu-FNL. Aquest acord d'alto el foc es va signar el 7 de setembre de 2006 a Dar es Salaam (Tanzània), després de la mediació de Sud-àfrica en les converses que van començar al maig. Entre els punts clau de l'acord hi havia la cessació total de les hostilitats, la immunitat temporal dels combatents de la FNL i la desmobilització d'aquestes tropes i la seva posterior integració a les forces armades de Burundi, d'acord amb acords de pau anteriors en aquest conflicte, compartir arranjaments en el sector de la seguretat.
La missió BINUB es va crear per facilitar l'aplicació d'aquest acord d'alto el foc, amb el punt més important del mandat el suport de l'aplicació de les modalitats de l'acord, l'assistència en la reforma del sector de la seguretat i el suport a la reintegració dels ex -combatents . El govern de Burundi també va demanar a la BINUB que ajudés a establir l'estat de dret, la bona governança, la llibertat de premsa i els mitjans de comunicació.
El mandat de la BINUB s'estén actualment fins a finals de 2010.
Va ser substituïda per l'Oficina de les Nacions Unides a Burundi (BNUB) l'1 de gener de 2011.